# Семјон Буђони
Семјон Михајлович Буђони (рус. Семён Михайлович Будённый; изговорⓘ; Кузорин, 25. април 1883 — Москва, 26. октобар 1973) је био совјетски војни командант, и савезник совјетског вође, Стаљина.

## Биографија
Буђони је рођен у сиромашној сељачкој породици у јужној Русији. Радио је на фарми до 1903, када је регрутован у војску Руске Империје, и постао коњаник. Служио је у Руско-јапанском рату 1905. Током Првог светског рата служио је на западном фронту, до 1916, када је пребачен на Кавкаски фронт. Када је у Руској револуцији 1917, збачен царистички режим, Буђони је постао водећи члан војничких савета (совјета) у кавкаској области.
Грађански рат је избио 1918. и Буђони је организовао снаге Црвене коњице у донском региону. Ове снаге ће касније постати 1. коњичка армија. Ова армија је била значајна за победу Бољшевика у рату. Буђони је ступио у Бољшевичку партију 1919, и формирао је блиске односе са Стаљином и Климентом Ворошиловим.
Године 1920, Буђонијева коњичка армија је учествовала у инвазији на Пољску током Пољско-бољшевичког рата. Првобитно је била прилично успешна, избацивши пољске снаге из Украјине и касније се пробивши кроз пољске јужне линије фронта. Међутим, касније су бољшевичке снаге претрпеле тежак пораз у бици за Варшаву, углавном зато што се Буђонијева армија заглавила код Лавова. Након што је његова армија поражена у Комаровској бици (једна од највећих коњичких битака у историји), Буђони је послат на југ да се бори против белогардејаца у Украјини и на Криму. Упркос поразу у Пољској, на крају грађанског рата је постао један од војних хероја совјетске Русије.
Буђони је сматран храбрим коњичким официром, али је мало знао о модерном ратовању, поготово о утицају тенкова. Био је на позицији коњичког инспектора Црвене армије, и на сличним дужностима, и као једном од Стаљинових блиских сарадника, утицај му је растао како се Стаљин уздизао као неприкосновени диктатор Совјетског Савеза.
Године 1935, Буђони је био један од првих пет маршала Совјетског Савеза. Тројица од ових пет су касније убијени у Великој чистки касних 1930-их, па су преживели само Буђони и Ворошилов. 1937. године, Буђони је командовао Московским војним округом, а током Совјетско-финског рата је командовао армијом, са катастрофалним резултатима. Па ипак, 1940. године Буђони је постављен за заменика народног комесара за одбрану.

## Други светски рат
Од јула до септембра 1941. Буђони је био главнокомандујући (главком) совјетских оружаних снага на Југозападном правцу (Југозападни и Јужни фронтови) суочивши се са немачком инвазијом на Украјину, која је почела у јуну. Ове снаге су на крају опкољене током Уманске и битке за Кијев. Ове катастрофе су коштале Совјетски Савез 1,5 милиона војника погинулих или заробљених, што је један од највећих дебакала у војној историји.
Стаљин је у септембру разрешио Буђонија дужности, а заменио га је Семјон Тимошенко. Постављен је на команду Резервног фронта (септембар - октобар 1941), главнокомандујућег трупа на Севернокавкаском правцу (април - мај 1942), командира Севернокавкаског фронта (мај - август 1942), и застареле Совјетске коњице (од 1943). Упркос чињеници да је био одговоран (додуше делујући по Стаљиновим наређењима) за неке од најкатастрофалнијих совјетских пораза током Другог светског рата, наставио је да ужива Стаљинове симпатије, и није претрпео никакву казну. Након рата се пензионисао као херој Совјетског Савеза.
Семјон Михајлович Буђони је такође створио нову расу коња, која се и даље гаји у Русији: Буђони коњ, који је познат по добрим учинцима у спорту и издржљивости. Буденовка, део совјетске војне униформе, је добила име по Буђонију.